# 菲利斯女学院大学
菲利斯女学院大学（フェリス女学院大学）是一所位於日本神奈川县横浜市泉区的私立大学。

## 历史
- 1870年，最开始授课於「平文施疗所」。
- 1875年，学校成立，名为。
- 1889年，更名为「フェリス和英女学校」。
- 1941年，「フェリス和英女学校的」更名为「横浜山手女学院」。
- 1947年，学校改制为专科学校。
- 1950年，菲利斯女学院短期大学成立英文科和家政科。
- 1951年，於菲利斯女学院短期大学成立音乐科。
- 1965年，菲利斯女学院大学成立，第一個設置的學部為文学部。
- 1989年，音乐学部成立。
- 1997年，国际交流学部成立。

## 外部連結
- （中文） 菲利斯女学院大学網站 （页面存档备份，存于）
- （日語） 菲利斯女学院大学網站 （页面存档备份，存于）
- OpenStreetMap上有關208051305  绿园校园的地理
- OpenStreetMap上有關351214544  山手校园的地理